# Unionville (Georgia)
Unionville – jednostka osadnicza w Stanach Zjednoczonych, w stanie Georgia, w hrabstwie Tift.